# Carinina atavia
Carinina atavia är en djurart som tillhör fylumet slemmaskar, och som först beskrevs av Bergendal 1902. Enligt Catalogue of Life ingår Carinina atavia i släktet Carinina och familjen Tubulanidae, men enligt Dyntaxa är tillhörigheten istället släktet Carinina, och ordningen Palaeonemertea. Det är osäkert om arten förekommer i Sverige. Inga underarter finns listade i Catalogue of Life.